# آلن براون
آلن براون (انگلیسی: Alan Browne؛ زادهٔ ۱۵ آوریل ۱۹۹۵) بازیکن فوتبال است که در حال حاضر برای ساندرلند در پست هافبک بازی می‌کند.
از باشگاه‌هایی که در آن بازی کرده است می‌توان به کورک سیتی و پرستون نورث اند اشاره کرد.
وی همچنین در تیم‌های ملی فوتبال زیر ۱۹ سال، زیر ۲۱ سال و بزرگسالان جمهوری ایرلند بازی کرده است.

## زندگی باشگاهی

### باشگاه فوتبال کورک سیتی
براون پیش از آغاز فصل ۱۳–۲۰۱۲ به تیم زیر ۱۹ سال باشگاه فوتبال کورک سیتی پیوست و در فصل بعد به تیم اصلی راه یافت.  
او در فصل ۲۰۱۳ دو بار در فهرست بازیکنان ذخیره برای بازی برابر باشگاه فوتبال اسلایگو راورز و باشگاه فوتبال دروهدا یونایتد قرار گرفت، اما موفق به انجام بازی رسمی برای تیم اصلی نشد و از این باشگاه جدا شد.

### باشگاه فوتبال پرستون نورث اند
براون در ۱ ژانویه ۲۰۱۴ قراردادی ۱۸ماهه با باشگاه فوتبال پرستون نورث اند از لیگ یک امضا کرد.  
او در ۲۵ مارس ۲۰۱۴ نخستین بازی خود را برای تیم انجام داد و در جریان پیروزی ۳–۱ برابر باشگاه فوتبال پیتربورو یونایتد به‌عنوان بازیکن تعویضی وارد زمین شد، در حالی‌که نتیجه ۱–۱ بود. تلاش و عملکرد او مورد تحسین سرمربی سایمون گریسون قرار گرفت.
در سال ۲۰۱۵، براون در فینال پلی‌آف حضور داشت که با پیروزی پرستون و صعود این تیم به چمپیونشیپ همراه شد.
او در فصل ۱۸–۲۰۱۷ به یکی از مهره‌های کلیدی تیم تبدیل شد و هشت گل به ثمر رساند؛ عملکردی که باعث شد عنوان بازیکن سال باشگاه را از آن خود کند.
از فصل ۲۰۲۰–۲۱، براون به‌دنبال جدایی تام کلارک به‌عنوان کاپیتان باشگاه انتخاب شد. او در ۱۳ ژانویه ۲۰۲۱ قرارداد جدیدی به مدت سه‌ونیم سال با باشگاه امضا کرد که تا پایان فصل ۲۴–۲۰۲۳ اعتبار داشت.
براون در ۲۷ ژانویه ۲۰۲۴ چهارصدمین بازی خود را برای پرستون برابر باشگاه فوتبال میلوال انجام داد.
در ۱ ژوئیه ۲۰۲۴، باشگاه اعلام کرد که براون پس از رد پیشنهاد قرارداد سه‌ساله، از پرستون جدا شده است.

### باشگاه فوتبال ساندرلند
براون در ژوئیهٔ ۲۰۲۴ با قراردادی سه‌ساله به باشگاه فوتبال ساندرلند از چمپیونشیپ پیوست.  
او نخستین گل خود را برای ساندرلند در پیروزی ۳–۱ برابر باشگاه فوتبال پورتسموث به‌ثمر رساند.